# Reino Unido en los Juegos Olímpicos de Cortina d'Ampezzo 1956
El Reino Unido estuvo representado en los Juegos Olímpicos de Cortina d'Ampezzo 1956 por un total de 41 deportistas que compitieron en 5 deportes.  
El portador de la bandera en la ceremonia de apertura fue el deportista de bobsleigh Stuart Parkinson. El equipo olímpico británico no obtuvo ninguna medalla en estos Juegos.